# JUnit
JUnit — бібліотека для тестування програмного забезпечення для мови Java.
Створений Кентом Беком і Еріхом Ґаммою, JUnit є представником родини фреймворків xUnit для різних мов програмування, яка бере початок у SUnit Кента Бека для Smalltalk. JUnit породив екосистему розширень — JMock, EasyMock, DbUnit, HttpUnit, Selenium тощо.
Досвід одержаний при роботі з JUnit був важливим у розробці концепцій тестування програмного забезпечення.

## Зразок теста
```
import
 
junit.framework.TestCase
;

public
 
class
 
MathTest
 
extends
 
TestCase
 
{

	
public
 
void
 
testEquals
()
 
{

		
assertEquals
(
4
,
 
2
 
+
 
2
);

		
assertTrue
(
4
 
==
 
2
 
+
 
2
);

	
}

	
public
 
void
 
testNotEquals
()
 
{

		
assertFalse
(
5
 
==
 
2
 
+
 
2
);

	
}

}

```

## Портування
Існують також альтернативи JUnit написаних на інших мовах програмування включаючи:
- ActionScript (FlexUnit [Архівовано 2 січня 2016 у Wayback Machine.])
- Ada (AUnit [Архівовано 27 вересня 2011 у Wayback Machine.])
- C (мова програмування) (CUnit [Архівовано 28 лютого 2011 у Wayback Machine.])
- C Sharp (NUnit)
- C++ (CPPUnit)
- Coldfusion (MXUnit)
- Erlang (EUnit [Архівовано 25 грудня 2014 у Wayback Machine.])
- Eiffel (Auto-Test [Архівовано 25 грудня 2014 у Wayback Machine.]) — JUnit надихнув getest (from Gobosoft), що призвело до Auto-Test in Eiffel Studio.
- Fortran (fUnit, pFUnit)
- Delphi (DUnit)
- Free Pascal (FPCUnit [Архівовано 8 грудня 2012 у Wayback Machine.])
- Haskell (HUnit [Архівовано 25 грудня 2014 у Wayback Machine.])
- JavaScript (JSUnit)
- Microsoft .NET (NUnit)
- Objective-C (OCUnit)
- OCaml (OUnit [Архівовано 14 вересня 2019 у Wayback Machine.])
- Perl (Test::Class [Архівовано 26 вересня 2013 у Wayback Machine.] та Test::Unit [Архівовано 21 жовтня 2013 у Wayback Machine.])
- PHP (PHPUnit)
- Python (PyUnit)
- Qt (QTestLib)
- R (мова програмування) (RUnit [Архівовано 12 квітня 2022 у Wayback Machine.])
- Ruby (Test::Unit)